# Lausbuam
Die Lausbuam sind eine deutsche Musikgruppe der Rock-/Popmusik, des Schlagers, aber auch der volkstümlichen Musik, die 2014 in München (Bayern) gegründet wurde.

## Geschichte
Bereits seit 1999 musizierten Johannes „Joe“ Kaiser, Markus Kohler und Florian „Flo“ Rott zusammen in der Coverband Burnout. Nachdem die Nachfrage an typischen Coverbands in Süddeutschland nachließ, verfolgten die drei Musiker das Ziel einer modernen Band in Lederhosen.
Als Sänger wurde der gebürtige Niederbayer Martin Ostwinkel angefragt, der zu dieser Zeit bei der Coverrockband Firewall (2009–2019) tätig war. Zusammen mit dem ebenfalls bei Firewall tätigen Gitarristen Maurus Mayer gründeten sich die Lausbuam.
Ihren ersten Erfolg hatte die Band mit einem Cover des Hits Resi, i hol di mit meim Traktor ab von Wolfgang Fierek, das über fünf Millionen Mal auf YouTube abgerufen wurde.
2017 nahmen die Lausbuam am internationalen Schlagerwettbewerb „Stauferkrone“ in Göppingen teil und gewannen diesen unter Moderation durch Stefan Mross mit ihrem Titel Mia san fetzig, rockig bayerisch.
Nach dem Ausstieg von Maurus Mayer im Jahr 2017 übernahm Christian Strobel den Part als Gitarristen.
2019 starteten die Lausbuam eine Spendenaktion für die DKMS in Kempten. Neben dem Aufruf zur Registrierung von Stammzellspendern, spielten die Lausbuam gegen eine Spende für die DKMS ein kurzes Privatkonzert.

## Stil
Zunächst eine reine Coverband, mischten sie Elemente der Volksmusik mit modernem und klassischem Rock-/Popsongs. Auch Songs aus dem deutschen Hip-Hop werden neu arrangiert. Später kamen auch Eigenkompositionen der Gruppe hinzu. Der Stil der Lausbuam wird als Alpenrock bezeichnet.

## Diskografie
Singles
- 2014: Resi, i hol di mit meim Traktor ab
- 2017: Mia san fetzig, rockig, bayrisch
- 2021: Niemals in New York